# Communauté d'agglomération du Parisis
La Communauté d'agglomération du Parisis est une ancienne communauté d'agglomération française, située dans le département du Val-d'Oise et la région Île-de-France.
Elle a disparu le 1er janvier 2016 en fusionnant avec une autre intercommunalité pour former la communauté d'agglomération Val Parisis.

## Histoire
La Communauté de Communes du Parisis a été créée le 28 octobre 2005 par arrêté du Préfet du Val-d'Oise. Le premier Conseil Communautaire s’est tenu le 12 décembre 2005 à la Mairie de La Frette-sur-Seine. Par arrêté du 25 octobre 2010 préfet du Val-d'Oise, elle est transformée en  communauté d'agglomération le 1er janvier 2011 sous la dénomination de Communauté d'agglomération Le Parisis.
Le 1er janvier 2013, les communes de Taverny, Franconville, Sannois et Bessancourt rejoignent la communauté d'agglomération du Parisis.
Dans le cadre de la mise en œuvre de la loi MAPAM du 27 janvier 2014, qui prévoit la généralisation de l'intercommunalité à l'ensemble des communes et la création d'intercommunalités de taille importante, le préfet de la région d'Île-de-France approuve le 4 mars 2015 un schéma régional de coopération intercommunale qui prévoit notamment « l'extension du périmètre de la communauté d'agglomération Le Parisis aux communes de Frépillon, Saint-Leu-la-Forêt, Le Plessis-Bouchard, Ermont et Eaubonne ». 
Le préfet du Val-d'Oise prend en conséquence le 14 décembre 2015 un arrêté « portant fusion des communautés d'agglomération « Le Parisis » et « Val et Forêt », et extension de périmètre à la commune de Frépillon au 1er janvier 2016 ». Cette nouvelle intercommunalité prend la dénomination de communauté d'agglomération Val Parisis.

## Le territoire communautaire

### Géographie
La Communauté d'agglomération du Parisis compte dix communes et regroupe 180.748 habitants, dont plus d’un tiers a moins de 25 ans (recensement de la population de 2010). 7.800 entreprises (entreprises, professions libérales, commerçants, auto-entrepreneurs...) y sont installées.
Le territoire est desservi par neuf gares SNCF et RER (ligne H, ligne J et RER C), et par un axe routier dense (autoroutes A15 et A115, RD14 et RD392).

### Composition
| Nom                     | Code Insee | Gentilé                      | Superficie (km2) | Population (dernière pop. légale) | Densité (hab./km2) |
| ----------------------- | ---------- | ---------------------------- | ---------------- | --------------------------------- | ------------------ |
| Beauchamp (siège)       | 95051      | Beauchampois                 | 3,02             | 8 733 (2014)                      | 2 892              |
| Bessancourt             | 95060      | Bessancourtois               | 6,39             | 6 582 (2014)                      | 1 030              |
| Cormeilles-en-Parisis   | 95176      | Cormeillais                  | 8,48             | 23 818 (2014)                     | 2 809              |
| Franconville            | 95252      | Franconvillois               | 6,19             | 34 014 (2014)                     | 5 495              |
| Herblay-sur-Seine       | 95306      | Herblaysiens ou Herblaisiens | 12,74            | 27 692 (2014)                     | 2 174              |
| La Frette-sur-Seine     | 95257      | Frettois                     | 2,02             | 4 625 (2014)                      | 2 290              |
| Montigny-lès-Cormeilles | 95424      | Ignymontains                 | 4,07             | 21 116 (2014)                     | 5 188              |
| Pierrelaye              | 95488      | Pierrelaysiens               | 9,21             | 8 155 (2014)                      | 885                |
| Sannois                 | 95582      | Sannoisiens                  | 4,78             | 26 826 (2014)                     | 5 612              |
| Taverny                 | 95607      | Tabernaciens                 | 10,48            | 25 875 (2014)                     | 2 469              |

## Administration

### Siège
L'intercommunalité avait son siège à Beauchamp, 271, chaussée Jules César

### Élus
La communauté d'agglomération est administrée par son Conseil communautaire, composé de 70 conseillers municipaux représentant chacune des 10 communes membre.
Le Conseil communautaire du 1er mai a élu son nouveau président, M. Yannick Boëdec, maire de Cormeilles-en-Parisis, ainsi que ses vice-présidents, qui, après deux démissions et remplacements, sont les suivants en décembre 2014 : 
1. M. Claude Bodin, maire-adjoint de Franconville[5] ;
2. Philippe Rouleau, maire d'Herblay ;
3. Bernard Jamet, maire de Sannois ;
4. Philippe Bennab, maire-adjoint de Montigny-lès-Cormeilles[5] ;
5. Maurice Chevigny, maire de La Frette-sur-Seine ;
6. Michel Valade, maire de Pierrelaye ;
7. Jean-Christophe Poulet, maire de Bessancourt ;
8. Florence Portelli, maire de Taverny ;
9. Francine Occis, maire de Beauchamp[6].

Ensemble, ils constituent l'exécutif de la communauté pour le mandat 2014-2015.

### Liste des présidents
| Période   | Période          | Identité          | Étiquette    | Qualité |
| --------- | ---------------- | ----------------- | ------------ | --- |
| 2005      | 2011             | Maurice Chevigny  | DVD          | Maire de La Frette-sur-Seine (2001 → )                                                                                               |
| 2011      | mai 2014         | Raymond Lavaud    | DVD puis UDI | Maire de Beauchamp (1977 → 2014) Conseiller général de Beauchamp (1992 → 2011)                                                       |
| mai 2014, | 31 décembre 2015 | M. Yannick Boëdec | UMP          | Maire de Cormeilles-en-Parisis (2008 → ) Conseiller départemental de Franconville (2015 → ) Président de la CA Val Parisis (2016 → ) |

### Compétences
Les communes ont transféré à la Communauté les compétences suivantes : 
- Développement économique 
  - Création, aménagement, entretien et gestion des zones d’activités industrielle, commerciale, tertiaire, artisanale, touristique d’intérêt communautaire
  - Actions de développement économique d’intérêt communautaire :
  - Promotion des zones d’activités d’intérêt communautaire ;
  - Animation et suivi des relations avec les partenaires économiques ;
  - Conduite d’études et de suivi du tissu économique (cartographie, statistiques...) ;
  - Actions en faveur de l’emploi, de la formation et de l’insertion : étude d’opportunité visant au développement de l’Insertion et de l’Emploi Communautaire, soutien au développement de l’appareil local de formation ;
  - Création et animation d’un site Internet du Parisis.
- Aménagement de l’espace 
  - Aménagement des sites stratégiques du territoire d’intérêt communautaire.
  - Étude sur l’opportunité de la création d’un service d’instruction des permis de construire.
  - Organisation des transports urbains et du transport à la demande.
  - Coordination des politiques des communes en matières de stationnement.
  - Toute étude portant sur l’ensemble du territoire du Parisis et concernant l’offre de transport ou les infrastructures routières structurantes.
- Protection et mise en valeur de l’environnement 
  - Production, stockage, transport et distribution d’eau potable (au sein des syndicats compétents).
  - Collecte et traitement des ordures ménagères avec les Syndicats suivants : AZUR, TRI-ACTION, EMERAUDE.
  - Étude sur le transfert de la compétence Assainissement.
  - Actions de sensibilisation et d’animation sur le thème du développement durable.
  - Coordination en vue de l’harmonisation du règlement d’affichage publicitaire.
  - Définition d’un schéma de circulation douce.
  - Lutte contre la pollution de l’air, de l’eau et des nuisances sonores et olfactives.
  - Mise en commun des moyens relatifs à la lutte contre les graffitis.
- Politique du logement et du cadre de vie 
  - Mise en place d’un observatoire de l’habitat.
  - Gestion des aires d’accueil des gens du voyage.
- Action sociale :
  - Étude sur la faisabilité de services communautaires de portage des repas, d’aide ménagère et de toute action favorisant le maintien à domicile.
- Culture, sport, enseignement : 
  - Promotion et soutien aux manifestations reconnues d’intérêt communautaire.
  - Création, gestion et entretien d’équipements culturels et sportifs d’intérêt communautaire.